# Crisàlide
Una crisàlide és la pupa o nimfa dels lepidòpters (tàxon que inclou les papallones i arnes). L'estat de crisàlide és el penúltim estat de la metamorfosi dels lepidòpters entre els estats de larva i d'adult o imago. Popularment en algunes zones rep el nom de cuca dormidora.

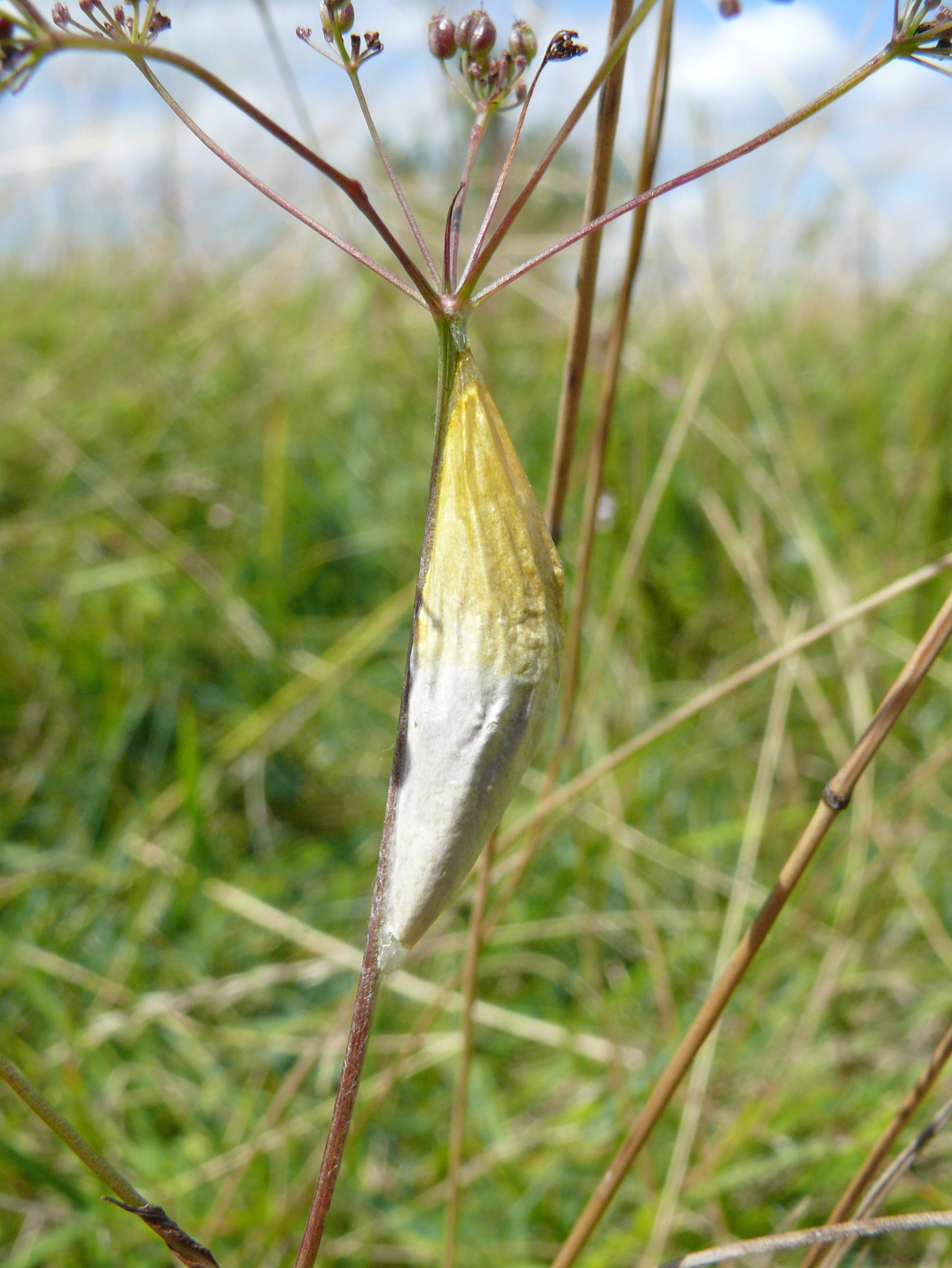
Capoll de la gitaneta (Zygaena filipendulae)

La paraula crisàlide prové del llatí chrysallis, mot originat en el grec χρυσαλλίς = chrysallís, de χρυσός (chrysós = or). Aquest terme es referix al color daurat que tenen les pupes de moltes papallones que en l'àmbit mediterrani. Tot i això, una gran part de les crisàlides no tenen tons daurats. Algunes crisàlides estan fixades a les branques o als troncs d'arbres o matolls per l'extrem de l'abdomen. En aquest estat, els insectes estan immobilitzats i, a part d'algun moviment reflex, no mostren cap mena de mobilitat.

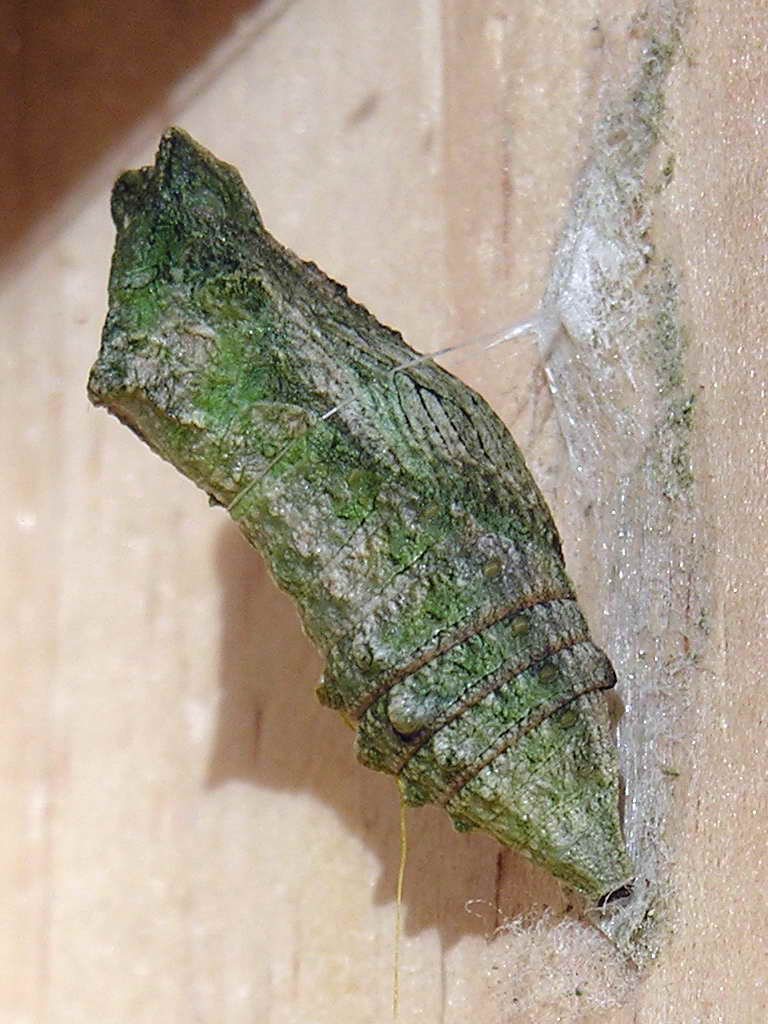
Crisàlide de la papallona rei (Papilio machaon)

Com que són molt vulnerables, algunes crisàlides, com les de molts esfíngids, passen aquest estat sota terra o en llocs protegits, sota la molsa o les fulles seques. En el moment de l'eixida de la papallona o borinot, les ales són molt fràgils. A l'insecte li cal un temps per a completar el procés d'extensió de les ales.
Altres crisàlides es desenvolupen dins d'un capoll de seda o coberta protectora, de forma generalment oval, fabricada per la larva amb un fil de seda que segrega abans d'assolir l'estat de pupa. El capoll més conegut és el del cuc de seda (Bombyx mori), dins del qual es tanca l'eruga en el moment de passar a l'estat de crisàlide. En estat natural, la seda és adhesiva en el moment de fer el capoll, i, així, molts capolls es recobreixen de pols i trossets de fulla seca o palla per a camuflar-se.